# Lista de primeiras-damas do estado do Rio de Janeiro
Esta é a lista de primeiras-damas do estado Rio de Janeiro, título que recebe a anfitriã do Palácio das Laranjeiras. O cargo é, tradicionalmente, preenchido pela esposa do governador do Rio de Janeiro atual, mas em uma ocasião especial, o título pode ser aplicado a mulheres que não são as esposas do governador, quando o mesmo é solteiro ou viúvo. Não possuem funções oficiais dentro do governo, mas costumam participar de cerimônias públicas e organizar ações sociais, tais como eventos beneficentes. Além disso, uma primeira-dama carismática pode ajudar a transmitir uma imagem positiva de seus cônjuges à população.
A atual ocupante do cargo é Analine Castro, desde 1° de maio de 2021 quando Cláudio Castro, então vice-governador assumiu o cargo de titular após a cassação de Wilson Witzel.

## Cônjuges
| N°                              | Nome                                 | Imagem                         | Início do Período              | Fim do Período                 | Governador (a)                 | Notas                                                                                               | Ref.                           |
| Primeira República (1889–1930)  | Primeira República (1889–1930)       | Primeira República (1889–1930) | Primeira República (1889–1930) | Primeira República (1889–1930) | Primeira República (1889–1930) | Primeira República (1889–1930)                                                                      | Primeira República (1889–1930) |
| ------------------------------- | ------------------------------------ | ------------------------------ | ------------------------------ | ------------------------------ | ------------------------------ | --------------------------------------------------------------------------------------------------- | ------------------------------ |
| 1ª                              | Deseconhecida                        |                                | 16 de novembro de 1889         | 10 de dezembro de 1891         | Francisco Portela              | | [ 3 ]                          |
| -                               | Deseconhecida                        |                                | 10 de dezembro de 1891         | 11 de dezembro de 1891         | José Marques Guimarães         | |                                |
| 2ª                              | Ana Henriqueta de Sousa Ramos        |                                | 11 de dezembro de 1891         | 3 de maio de 1892              | Baltasar da Silveira           | |                                |
| 3ª                              | Luiza de Melo Franco Porciúncula     |                                | 24 de abril de 1892            | 31 de dezembro de 1894         | José Tomás da Porciúncula      | |                                |
| 4ª                              | Luísa Benedito Otoni                 |                                | 31 de dezembro de 1894         | 31 de dezembro de 1897         | Maurício de Abreu              | |                                |
| 5ª                              | Maria José Xavier da Silveira        |                                | 31 de dezembro de 1897         | 31 de dezembro de 1900         | Alberto Torres                 | |                                |
| 6ª                              | Ana Bianca Rossi                     |                                | 31 de dezembro de 1900         | 31 de dezembro de 1903         | Quintino Bocaiuva              | |                                |
| 7ª                              | Anita Peçanha                        |                                | 31 de dezembro de 1903         | 1° de novembro de 1906         | Nilo Peçanha                   | | [ 4 ]                          |
| -                               | Julieta Botelho                      |                                | 1° de novembro de 1906         | 31 de dezembro de 1906         | Oliveira Botelho               | |                                |
| 8ª                              | Deseconhecida                        |                                | 31 de dezembro de 1906         | 30 de dezembro de 1910         | Alfredo Backer                 | |                                |
| 9ª                              | Julieta Botelho                      |                                | 31 de dezembro de 1910         | 31 de dezembro de 1914         | Oliveira Botelho               | |                                |
| 10ª                             | Anita Peçanha                        |                                | 31 de dezembro de 1914         | 7 de maio de 1917              | Nilo Peçanha                   | | [ 4 ]                          |
| -                               | Laurecênia Guimarães                 |                                | 7 de maio de 1917              | 19 de junho de 1917            | Francisco Guimarães            | |                                |
| 11ª                             | Deseconhecida                        |                                | 19 de junho de 1917            | 31 de dezembro de 1918         | Agnelo Collet                  | |                                |
| -                               | Orlinda Marins da Rocha              |                                | 31 de dezembro de 1918         | 31 de dezembro de 1918         | Raul Veiga                     | |                                |
| 12ª                             | Lúcia Fernandes                      |                                | 31 de dezembro de 1922         | 11 de janeiro de 1923          | Raul Fernandes                 | |                                |
| 13ª                             | Maria Amélia Bittencourt             |                                | 11 de janeiro de 1923          | 23 de dezembro de 1923         | Aurelino Leal                  | | [ 5 ]                          |
| 14ª                             | Deseconhecida                        |                                | 23 de dezembro de 1923         | 22 de dezembro de 1927         | Feliciano Sodré                | |                                |
| 15ª                             | Deseconhecida                        |                                | 23 de dezembro de 1927         | 24 de outubro de 1930          | Manuel Duarte                  | |                                |
| Segunda República (1930–1937)   |                                      |                                |                                |                                |                                | |                                |
| 16ª                             | Deseconhecida                        |                                | 24 de outubro de 1930          | 27 de outubro de 1930          | Demócrito Barbosa              | |                                |
| 17ª                             | Deseconhecida                        |                                | 28 de outubro de 1930          | 29 de maio de 1931             | Plínio Casado                  | |                                |
| 18ª                             | Deseconhecida                        |                                | 30 de maio de 1931             | 4 de novembro de 1931          | Mena Barreto                   | |                                |
| 19ª                             | Corina de Abreu Pessoa               |                                | 5 de novembro de 1931          | 14 de dezembro de 1931         | Pantaleão Pessoa               | | [ 6 ]                          |
| 20ª                             | Aracy Sardinha Parreiras             |                                | 16 de dezembro de 1931         | 7 de novembro de 1935          | Ari Parreiras                  | |                                |
| 21ª                             | Maria Eugenia Lagden                 |                                | 7 de novembro de 1935          | 12 de novembro de 1935         | Newton Cavalcanti              | |                                |
| 22ª                             | Celita Carneiro                      |                                | 12 de novembro de 1935         | 10 de novembro de 1937         | Protógenes Guimarães           | |                                |
| 23ª                             | Leonina Collet                       |                                | 10 de novembro de 1937         | 11 de novembro de 1937         | Heitor Collet                  | |                                |
| Terceira República (1937–1945)  |                                      |                                |                                |                                |                                | |                                |
| 25ª                             | Alzira Vargas                        |                                | 11 de novembro de 1937         | 29 de outubro de 1945          | Amaral Peixoto                 | |                                |
| Quarta República (1945–1964)    |                                      |                                |                                |                                |                                | |                                |
| 26ª                             | Celina Neves                         |                                | 29 de outubro de 1945          | 6 de novembro de 1945          | Alfredo Neves                  | |                                |
| 27ª                             | Deseconhecida                        |                                | 6 de novembro de 1945          | 10 de fevereiro de 1946        | Abel Magalhães                 | |                                |
| 28ª                             | Deseconhecida                        |                                | 11 de fevereiro de 1946        | 23 de setembro de 1946         | Lúcio Meira                    | |                                |
| 29ª                             | Valentina Fonseca e Silva            |                                | 23 de setembro de 1946         | 6 de fevereiro de 1947         | Hugo Silva                     | | [ 7 ]                          |
| 30ª                             | Deseconhecida                        |                                | 6 de fevereiro de 1947         | 8 de fevereiro de 1947         | Francisco Santos               | |                                |
| 31ª                             | Deseconhecida                        |                                | 8 de fevereiro de 1947         | 27 de fevereiro de 1947        | Álvaro Rocha                   | |                                |
| 32ª                             | Alcina Macedo Soares                 |                                | 24 de fevereiro de 1947        | 30 de janeiro de 1951          | Macedo Soares                  | | [ 8 ]                          |
| 33ª                             | Alzira Vargas                        |                                | 30 de janeiro de 1951          | 31 de janeiro de 1955          | Amaral Peixoto                 | |                                |
| 34ª                             | Maria da Glória Azevedo              |                                | 31 de janeiro de 1955          | 2 de julho de 1958             | Miguel Couto Filho             | |                                |
| 35ª                             | Maria Carolina Aquino de Barros      |                                | 3 de julho de 1958             | 30 de janeiro de 1959          | Togo Barros                    | |                                |
| 36ª                             | Estelita Serpa de Carvalho           |                                | 30 de janeiro de 1959          | 31 de janeiro de 1959          | Osmar Serpa de Carvalho        | |                                |
| 37ª                             | Ismélia Saad da Silveira             |                                | 31 de janeiro de 1959          | 28 de fevereiro de 1961        | Roberto Silveira               | | [ 9 ]                          |
| 38ª                             | Ilca de Araújo Peçanha               |                                | 1° de março de 1961            | 7 de julho de 1962             | Celso Peçanha                  | | [ 10 ]                         |
| 39ª                             | Deseconhecida                        |                                | 7 de julho de 1962             | 18 de janeiro de 1963          | José de Carvalho Janotti       | |                                |
| 40ª                             | Mariana Duboc Pinaud                 |                                | 18 de janeiro de 1963          | 31 de janeiro de 1963          | Luís Miguel Pinaud             | | [ 11 ]                         |
| 41ª                             | Renée Ferraiolo Silveira             |                                | 31 de janeiro de 1963          | 1° de maio de 1964             | Badger da Silveira             | | [ 12 ]                         |
| Quinta República (1964–1985)    |                                      |                                |                                |                                |                                | |                                |
| 42ª                             | Doralice Varanda                     |                                | 1° de maio de 1964             | 4 de maio de 1964              | Cordolino José Ambrósio        | |                                |
| 43ª                             | Maria da Conceição Lopes Torres      |                                | 4 de maio de 1964              | 12 de agosto de 1966           | Paulo Francisco Torres         | | [ 13 ]                         |
| 44ª                             | Deseconhecida                        |                                | 12 de agosto de 1966           | 31 de janeiro de 1967          | Teotônio Araújo                | |                                |
| 45ª                             | Nilda Filgueiras Fontes              |                                | 31 de janeiro de 1967          | 15 de março de 1971            | Geremias Fontes                | | [ 14 ]                         |
| 46ª                             | Mayard Meirelles Padilha             |                                | 15 de março de 1971            | 15 de março de 1975            | Raimundo Padilha               | | [ 15 ]                         |
| 47ª                             | Hilda Faria Lima                     |                                | 15 de março de 1975            | 15 de março de 1979            | Floriano Peixoto Faria Lima    | | [ 16 ] [ 17 ]                  |
| 48ª                             | Zoé Noronha Chagas Freitas           |                                | 15 de março de 1979            | 15 de março de 1983            | Chagas Freitas                 | | [ 18 ]                         |
| Sexta República (1985–presente) |                                      |                                |                                |                                |                                | |                                |
| 49ª                             | Neusa Goulart Brizola                |                                | 15 de março de 1983            | 15 de março de 1987            | Leonel Brizola                 | | [ 19 ]                         |
| 50ª                             | Celina Vargas                        |                                | 15 de março de 1987            | 1989                           | Moreira Franco                 | |                                |
| -                               | Cargo Vago                           | Cargo Vago                     | 1989                           | 15 de março de 1991            | Moreira Franco                 | Governador Divorciado                                                                               |                                |
| 51ª                             | Neusa Goulart Brizola                |                                | 15 de março de 1991            | 7 de abril de 1993             | Leonel Brizola                 | Faleceu durante do mandato do governador                                                            | [ 19 ]                         |
| 52ª                             | Marília Guilhermina Martins Pinheiro |                                | abril de 1993                  | 31 de março de 1994            | Leonel Brizola                 | 2ª Esposa do governador                                                                             |                                |
| 53ª                             | Vera Malaguti Batista                |                                | 1° de abril de 1994            | 31 de dezembro de 1995         | Nilo Batista                   | Segunda-Dama assumiu o cargo de primeira com a posse do vice-governador no cargo de titular.        | [ 20 ]                         |
| 54ª                             | Célia Alencar                        |                                | 1º de janeiro de 1995          | 31 de dezembro de 1999         | Marcelo Alencar                | |                                |
| 55ª                             | Rosinha Garotinho                    |                                | 1° de janeiro de 1999          | 6 de abril de 2002             | Anthony Garotinho              | | [ 21 ]                         |
| 56°                             | Antônio Pitanga                      |                                | 7 de abril de 2002             | 31 de dezembro de 2002         | Benedita da Silva              | Segundo-Cavalheiro assumiu o cargo de primeiro com a posse da vice-governadora no cargo de titular. | [ 22 ]                         |
| 57°                             | Anthony Garotinho                    |                                | 1° de janeiro de 2003          | 31 de dezembro de 2006         | Rosinha Garotinho              | 2° Primeiro Cavalheiro                                                                              | [ 23 ]                         |
| 58ª                             | Adriana Ancelmo                      |                                | 1° de janeiro de 2007          | 7 de julho de 2011             | Sérgio Cabral                  | | [ 24 ]                         |
| -                               | Cargo Vago                           | Cargo Vago                     | 8 de julho de 2011             | 3 de abril de 2014             | Sérgio Cabral                  | Governador Divorciado                                                                               | [ 25 ]                         |
| 59ª                             | Maria Lúcia Cautiero                 |                                | 4 de abril de 2014             | 31 de dezembro de 2018         | Luiz Fernando Pezão            | Segunda-Dama assumiu o cargo de primeira com a posse do vice-governador no cargo de titular.        | [ 26 ]                         |
| 60ª                             | Helena Witzel                        |                                | 1° de janeiro de 2019          | 30 de abril de 2021            | Wilson Witzel                  | | [ 27 ] [ 28 ]                  |
| 61ª                             | Analine Castro                       |                                | 1° de maio de 2021             | Atualidade                     | Cláudio Castro                 | Segunda-Dama assumiu o cargo de primeira com a posse do vice-governador no cargo de titular.        | [ 29 ]                         |